# Mortier Type 11 70 mm
Le mortier d'infanterie Type 11 de 70 mm (Juichinen-kyokusha-Hoheiho signifiant canon d'infanterie à angle élevé Type 11)  était un mortier à canon rayé utilisé par le Japon durant la seconde guerre sino-japonaise et le début de la Seconde Guerre mondiale,. La désignation Type 11 indique que cette pièce d'artillerie a été acceptée par l'armée durant la 11e année du règne de l'empereur Taishō, soit en 1922 du calendrier grégorien. Mis en service pour la première fois en 1922, il fut le premier mortier de l'Armée impériale japonaise. Il fut cependant remplacé par la suite par le canon de bataillon Type 92.

## Conception

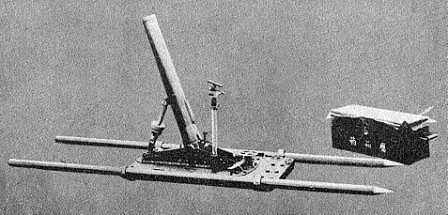
Mortier Type 11 de 1925

Le mortier Type 11 était remarquable parmi les mortiers japonais du fait que bien qu'il se chargeait par la bouche, il possédait un canon rayé. De conception similaire au mortier américain M2 de 4,2 pouces (107 mm), le Type 11 était constitué de 3 parties démontables : le fut du canon, le monopode avec le système de réglage d'élévation et le socle en bois. Sur les 63 kg de l'ensemble, le socle pèse à lui seul 45 kg. Contrairement aux autres mortiers, le bras réglable soutenant le canon est aussi fixé sur le socle.
Cette pièce d'artillerie avait une élévation possible de 37° à 77° et une orientation horizontale (azimut) de 23°. L'artilleur utilisait  pour effectuer son pointage un quadrant muni d'un niveau à bulle, d'un levier réglable et d'un cadran gradué fixe. Cette échelle était graduée en demi degré de 0 à 55°. Le levier comportait un vernier permettant un lecture à 1/16 degré.
La mise à feu s'effectuait à l'aide d'un percuteur installé au fond du tube relié à un cordon. Une fois l'obus introduit, l'artilleur tirait sur le cordon pour que le percuteur perce l'amorce du projectile.

## Munitions
Les obus explosifs utilisés étaient similaires aux obus Type 89 (1929) de 50 mm. Un obus explosif complet de 70 mm de diamètre pour 21,9 cm de long et 2,5 kg était constitué de 3 partie : la fusée, le corps contenant la charge offensive, et la charge propulsive. La fusée de type percutante consistait en 2 pièces de laiton, le détonateur et le porte détonateur assemblées par une rondelle. Le corps en acier de l'obus en forme d'ogive, recevait en son sommet la fusée et à sa base la charge propulsive. Une bande blanche autour de la base indiquait que l'obus était fabriqué à partir d'acier de haute qualité et une bande rouge autour de la pointe indiqué que sa charge était constituée de poudre noire. La charge propulsive était constituée d'une armorce à percussion et d'une poudre propulsive le tout enfermé dans un cylindre de cuivre, appelé ceinture de guidage, s'adaptant au culot de l'obus. Lorsque le percuteur venait percer l'amorce enflammant la charge propulsive, les gaz produits exerçaient une forte pression sur le projectile. La ceinture de guidage en cuivre (métal malléable) venait alors se déformer sur les parois du canon et épouser la forme des rayures. Les rainures du canon appliquaient alors un mouvement de rotation au projectile augmentant sa précision en le stabilisant durant la phase de vol.